# Astragalus henryi
Astragalus henryi är en ärtväxtart som beskrevs av Daniel Oliver. Astragalus henryi ingår i släktet vedlar, och familjen ärtväxter. Inga underarter finns listade i Catalogue of Life.